# Adelophryne maranguapensis
Adelophryne maranguapensis és una espècie d'amfibi pertanyent a la família Leptodactylidae que viu al nord-est del Brasil.
Està amenaçada d'extinció per la pèrdua del seu hàbitat natural, ja que el lloc on viu (la Serra de Maranguape) s'està  fortament desforestada a causa de la tala d'arbres, l'agricultura i els assentaments humans.